# Jánská

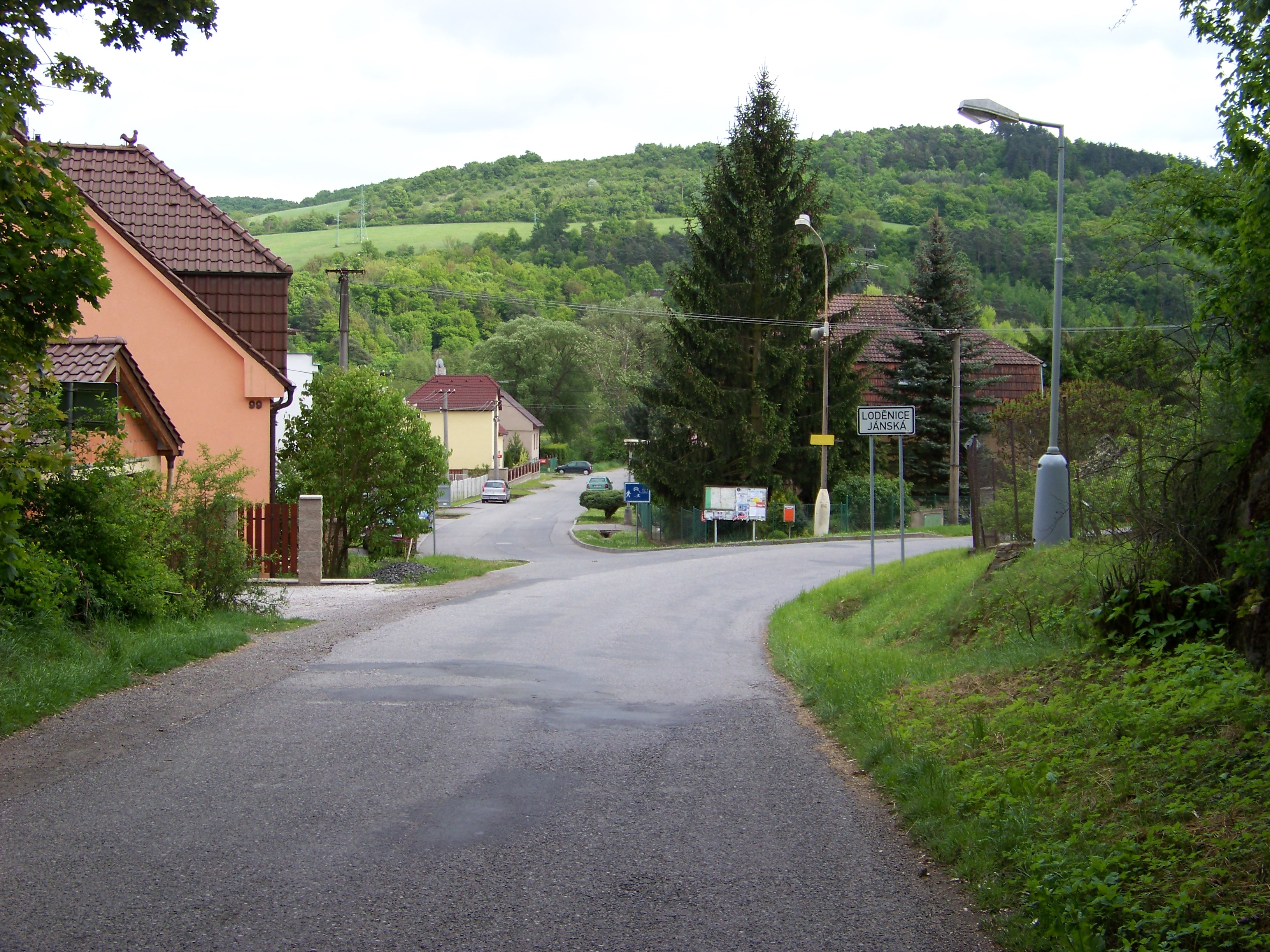
Nördlicher Ortseingang

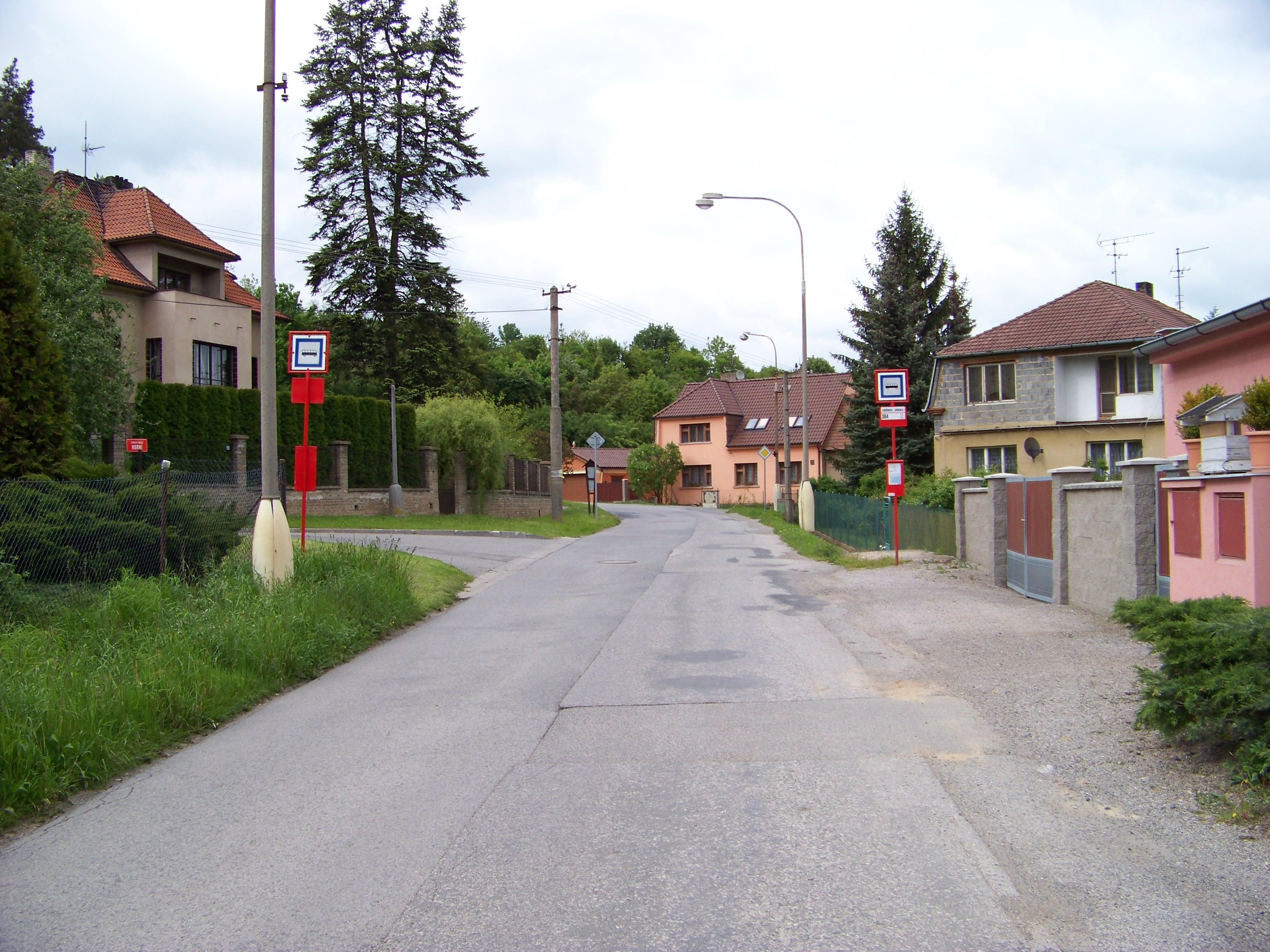
Ortsansicht

Jánská ist ein Ortsteil der Gemeinde Loděnice in Tschechien. Er liegt sieben Kilometer nordöstlich von Beroun und gehört zum Okres Beroun.

## Geographie
Jánská befindet sich rechtsseitig der Loděnice in der Křivoklátská vrchovina (Pürglitzer Bergland) auf dem Gebiet des Landschaftsschutzgebietes Český kras (Böhmischer Karst). Nördlich erhebt sich der Hřeben (431 m n.m.), im Nordosten der Kolo (407 m n.m.) sowie nordwestlich der Velký vrch (429 m n.m.). Am nördlichen Ortrand verläuft die Bahnstrecke Beroun–Rudná u Prahy, dahinter parallel die Autobahn D 5/E 50 zwischen Prag und Beroun sowie die Staatsstraße II/605 zwischen Rudná und Beroun.
Nachbarorte sind Loděnice im Norden, V Hačkách und Mezouň im Nordosten, Černidla, Vysoký Újezd und Lužce im Osten, Kozolupy und Bubovice im Südosten, Poučník, Krupná und Srbsko im Süden, Hostim, Svatý Jan pod Skalou, Sedlec und U Ovčáku im Südwesten, Vráž im Westen sowie Na Malé Vráži, Na Lesích, Lhotka u Berouna, Železná und Malé Přílepy im Nordwesten.

## Geschichte
An der Stelle von Jánská bestand im 1. und 2. Jahrhundert eine Eisenhüttensiedlung.
Das südwestlich von Lodenitz an der Kaiserstraße von Beraun nach Prag gelegene Neuwirthshaus entstand während der Amtszeit des Insulaer Abtes Emilian Kotterowsky (1695–1742). Bei der Einführung der Hausnummern wurde die aus drei Anwesen bestehende Einschicht Nowa Hospoda mit den Hausnummern 13, 14 und 15 der Ortsgemeinde Selc zugeordnet. In der Beschreibung des Berauner Kreises von 1787 ist die Einschicht unter dem lateinischen Namen Nowa Popina aufgeführt.
Im Jahre 1847 bestand die an der Pilsener Hauptstraße gelegene und zu Sedletz inskribierte Einschicht St. Johanner Neuwirthshaus aus einem großen Wirtshaus mit fünf Häusern. Pfarrort war St. Johann. Bis zur Mitte des 19. Jahrhunderts blieb die Einschicht dem Allodialgut St. Johann untertänig.
Nach der Aufhebung der Patrimonialherrschaften gehörte die Einschicht Nová Hospoda / Neuwirthshaus ab 1850 zum Ortsteil Sedlec der Gemeinde Svatý Jan im Gerichtsbezirk Hořowitz. 1868 wurde Nová Hospoda dem Bezirk Hořowitz zugeordnet. Ab 1873 bildete Sedlec mit Nová Hospoda einen Ortsteil der Gemeinde Hostim. Im Zuge des Baus der Eisenbahn von Beroun nach Dušníky wurde Nová Hospoda im Jahre 1897 aufgekauft und bis 1899 abgerissen. Zu Beginn des 20. Jahrhunderts entstand südlich der Bahnstrecke an der Flurgrenze von Sedlec zur aufstrebenden Minderstadt Loděnice die neue Siedlung Jánská. In den 1920er Jahren wurde Sedlec mit Jánská nach Svatý Jan pod Skalou umgemeindet. Seit 1936 gehört Jánská zum Okres Beroun.
1960 erhielt Jánská den Status als Ortsteil von Svatý Jan. Im Jahre 1981 entstand östlich von Jánská die das Ortsbild prägende Zementfabrik. 1984 wurde die Autobahn D 5 fertiggestellt. 1986 wurde Jánská zusammen mit Svatý Jan pod Skalou nach Loděnice eingemeindet. Während sich Sedlec und Svatý Jan pod Skalou im November 1990 wieder von Loděnice loslösten, verblieb Jánska als Ortsteil bei Loděnice. Im Jahre 1991 hatte die Siedlung 239 Einwohner, beim Zensus von 2001 lebten in den 77 Wohnhäusern von Jánská 257 Personen.

## Ortsgliederung
Der Ortsteil Jánská ist Teil des Katastralbezirkes Loděnice u Berouna. Zu Jánská gehören die Siedlung Černidla und die Einschicht U Ovčáku.

## Sehenswürdigkeiten
- Schloss Vinice, nördlich von Jánská, erbaut 1873 als Sommersitz für den Prager Hotelier Antonín Cívka. Die zunächst als Letohrádek rodiny Cívkovi bezeichnete Neorenaissancevilla mit zwei Wohntürmen, Terrasse und ausgedehnten Weinkellern erhielt später den Namen Schloss Vinice. Im Laufe der Zeit diente es als Likörabfüllerei, Bananenreiferei und Missionsschule.
- Naturdenkmal Branžovy, Hang mit wärmeliebender Vegetation, südöstlich des Ortes
- Naturdenkmal Syslí louky u Loděnice, Wiese mit Population des Europäischen Ziesels, südöstlich des Ortes
- Naturdenkmal Špičatý vrch-Barrandovy jámy, paläontologische Fundstätte des Silur, südlich von Jánská
- Bergbaufreilichtmuseum Solvayovy lomy – Paraple in den ehemaligen Kalksteinbrüchen südlich von Jánská